# John Paintsil
John Paintsil (n. en Berekum, Ghana, el 15 de junio de 1981, es un exfutbolista ghanés. Jugaba de defensa y su último fue el Maritzburg United FC de la Premier Soccer League.

## Selección nacional
Ha sido internacional con la Selección de fútbol de Ghana, ha jugado 65 partidos internacionales. Formó parte de la Selección nacional de Ghana durante el Mundial de Alemania 2006 y Sudáfrica 2010.

## Participaciones en Copas del Mundo
| Mundial                        | Sede      | Resultado        |
| ------------------------------ | --------- | ---------------- |
| Copa Mundial de Fútbol de 2006 | Alemania  | Octavos de final |
| Copa Mundial de Fútbol de 2010 | Sudáfrica | Cuartos de final |

## Clubes
| Club                  | País       | Año         | Part | Goles |
| --------------------- | ---------- | ----------- | ---- | ----- |
| Berekum Arsenal       | Ghana      | 1999 - 2000 | 10   | 0     |
| Liberty Professionals | Ghana      | 2000 - 2001 | 12   | 1     |
| Berekum Arsenal       | Ghana      | 2001 - 2002 | 19   | 1     |
| Widzew Łódź           | Polonia    | 2002        | 11   | 0     |
| Maccabi Tel Aviv      | Israel     | 2002 - 2004 | 46   | 0     |
| Hapoel Tel Aviv       | Israel     | 2004 - 2006 | 42   | 3     |
| West Ham United       | Inglaterra | 2006 - 2008 | 19   | 0     |
| Fulham                | Inglaterra | 2008 - 2011 | 83   | 0     |
| Leicester City        | Inglaterra | 2011 - 2012 | 6    | 0     |
| Hapoel Tel Aviv       | Israel     | 2012 - 2013 | 0    | 0     |
| Santos F.C.           | Sudáfrica  | 2013 - 2014 | 0    | 0     |
| Maritzburg United     | Sudáfrica  | 2014 - 2016 | 37   | 0     |
| Total                 | Total      | Total       | 285  | 5     |

## Palmarés

### Campeonatos nacionales
| Título                   | Club             | País   | Año  |
| ------------------------ | ---------------- | ------ | ---- |
| Premier League de Israel | Maccabi Tel Aviv | Israel | 2003 |
| Copa de Israel           | Hapoel Tel Aviv  | Israel | 2006 |